# Августин Горняк
Августин Горняк (світське ім'я Євген; англ. Augustine (Eugene) Hornyak; 7 жовтня 1919, Куцура, Воєводина, Сербія, на той час Королівство Югославія — 16 листопада 2003, Лондон, Велика Британія) — єпископ Української греко-католицької церкви, перший апостольський екзарх Великої Британії (1963—1987), василіянин.

## Життєпис
Народився в русинському селі Куцура в Воєводині, що була на той час у складі Королівства Югославія (тепер це автономія у складі Сербії), був третім з п'ятьох дітей. Початкову освіту здобув у рідній Куцурі. У 1940 році єпископ Діонісій Няраді відправив його в Рим, де він навчався в українській Папській колегії святого Йосафата. 25 березня 1945 року в Римі єпископ Іван Бучко рукоположив його на священика, після чого він продовжував вивчати богослов'я і канонічне право в університетах Рима.
На початку Другої світової війни єпископ Даніель Іванчо запросив його викладати канонічне право і догматичне богослов'я в русинській семінарії Піттсбурга в США. Одночасно він був духівником семінарії і керівником хору.
У 1956 році о. Євген Горняк вступив до Василіянського Чину святого Йосафата. Новіціат він проходив у Мондері (провінція Альберта, Канада); отримав чернече ім'я Августин. У 1957 році він повернувся в США і 19 червня 1960 року склав довічні обіти у Василіянському Чині. Після того він був призначений духівником української греко-католицької семінарії в Стемфордській єпархії, а відтак — помічником магістра новіціату (соцієм) в Глен-Кові.
14 серпня 1961 року Папа Римський Іван XXIII призначив о. Августина Горняка титулярним єпископом Гермонтським, єпископом-помічником латинського архієпископа Вестмінстерського для українців греко-католиків в Англії та Уельсі. 26 жовтня того ж року в катедральному соборі Непорочного Зачаття Пресвятої Богородиці в Філадельфії відбулася його єпископська хіротонія. Головним святителем був архієпископ Філадельфії Амвросій Сенишин, ЧСВВ, а співсвятителями — апостольський екзарх Східної Канади Ісидор Борецький і єпископ Стемфордський Йосиф Шмондюк. 18 квітня 1963 року Іван XXIII призначив єпископа Августина Горняка апостольським екзархом Англії та Уельсу (у 1968 році назву екзархату змінено на «Апостольський екзархат Великої Британії»).
Під час свого перебування на посаді він брав участь у чотирьох сесіях Другого Ватиканського собору.
29 вересня 1987 року Папа Іван Павло II прийняв зречення єпископа Августина Горняка з посади апостольського екзарха, і апостольським адміністратором екзархату став єпископ Михайло Гринчишин, а 24 червня 1989 р. екзархом Великої Британії був призначений єпископ Михайло Кучмяк.
Єпископ Августин Горняк помер 16 листопада 2003 року в Лондоні і був похований у рідному селі Куцура (нині Сербія).